# Asplenium mysorense
Asplenium mysorense är en svartbräkenväxtart som beskrevs av Roth. Asplenium mysorense ingår i släktet Asplenium och familjen Aspleniaceae. Inga underarter finns listade.